# Raf Raf
Raf Raf o Rafraf (àrab: رفراف, Rafrāf) és una vila al nord-est de Tunísia, situada a una seixantena de quilòmetres de Tunis, a una quarantena de quilòmetres de Bizerta i a 7 km de Ras Jebel. La municipalitat es troba dins de la delegació de Ras Jebel, a la governació de Bizerta, i tenia 9.850 habitants segons el cens de 2014. El nombre d'habitats es pot doblar a l'estiu, amb el retorn dels emigrats i, sobretot, gràcies al dinamisme del turisme estival.

## Situació
Raf Raf està penjada en un turó, adossat al Djebel Nadhour. A baix, de cara a la platja, hi ha l'altra part de la vila, anomenada Raf Raf Plage o El Hmari, que s'estén tot a l llarg de la costa. Des de la riba es pot veure l'illa de Pilau.
Es troba a la petita península del mateix nom, que acaba en el cap Ras Sidi Ali al-Makki. La península està delimitada a l'oest pel cap Ras el Djebel i a la part sud forma una gran badia on es troba la població de Ghar el Melh.

## Economia
La vila és coneguda a Tunísia per les seves vinyes, que produeixen raïm moscatell, les seves platges i els seus brodats tradicionals.

## Administració
Forma la municipalitat o baladiyya homònima, amb codi geogràfic 17 23 (ISO 3166-2:TN-12), dividida en dues circumscripcions o dàïres:
- Rafraf (17 23 11)
- Rafraf Plage (17 23 12)

La municipalitat s'estén per dos dels set sectors o imades de la delegació o mutamadiyya de Ras Jebel (17 64):
- Rafraf (17 64 56)
- Sounine (17 64 55)